# Niculoso Pisano
Pour les articles homonymes, voir Pisano.
Francisco Niculoso (vers 1470 - 1529), dit Niculoso Pisano est un célèbre peintre italien de majolique. Il est connu pour avoir introduit les techniques de la majolique italienne en Espagne et avoir eu une grande influence sur la production d'azulejos dans la péninsule ibérique.

## Biographie
Il existe peu de documents qui nous renseignent sur sa vie. Ses œuvres sont davantage connues car plusieurs nous sont parvenues, et sont signées et datées.
Francesco Niculoso est probablement né à Pise ; il est connu en Espagne comme Francisco Pisano. On ne sait pas grand chose de sa jeunesse en Italie, et l'on suppose qu'il fut formé à la majolique dans des ateliers de Faenza, Cafaggiolo ou de Casteldurante. On sait qu'il s'installa à Triana, faubourg de Séville vers 1498. On trouve trace de son mariage cette année-là avec une nommée Leonor Ruiz. Il est probable qu'il ait été attiré par le prestige et la richesse de Séville dont bénéficiait la ville depuis la découverte de l'Amérique. On a également trace d'un second mariage, avec Elena del Villar, en mai 1508. Suivront la naissance de leurs fils Jean-Baptiste la même année, et de Francisco en 1511. L'identité des parrains et marraines de ses deux fils montrent l'aisance et le statut acquis à Séville par Francisco Niculoso. Un document signé en juillet 1529 par son épouse "récemment veuve" laisse supposer sa mort cette année-là.

## Œuvres
Niculoso est célèbre pour avoir apporté à Séville la technique de la majolique et de l'avoir appliquée aux azulejos. Jusqu'à Niculoso les azulejos formaient des motifs géométriques et étaient produits en séries par des artisans. Sous son influence, les azulejos deviennent de véritables tableaux figuratifs et deviennent des œuvres signées par leurs auteurs. On lui doit également l'introduction en Espagne des décors de grotesques récemment popularisés par Raphaël. Plusieurs de ses œuvres sont toujours en place, tels la chapelle de l'Alcazar de Séville ou le retable du monastère de Tentudía de Calera de León (Badajoz).
Outre ses commandes en Espagne, Niculoso a fabriqué vers 1513, à la demande du pape Léon X, des carreaux pour le pavement de la chapelle du Château Saint-Ange, à Rome. Il faut noter que Léon X était aussi à l'origine de la fondation du monastère de Tentudía.